# Ochrosia sevenetii
Ochrosia sevenetii är en oleanderväxtart som beskrevs av Pierre Boiteau. Ochrosia sevenetii ingår i släktet Ochrosia och familjen oleanderväxter. Inga underarter finns listade i Catalogue of Life.